# Бесарык (Сырдарьинский район)
Бесарык (каз. Бесарық) — село в Сырдарьинском районе Кызылординской области Казахстана. Административный центр и единственный населённый пункт Бесарыкского сельского округа. Находится примерно в 51 км к юго-востоку от районного центра, посёлка Теренозек. Код КАТО — 434839100.

## Население
В 1999 году население села составляло 2137 человек (1131 мужчина и 1006 женщин). По данным переписи 2009 года, в селе проживало 2258 человек (1155 мужчин и 1103 женщины).